# Магдалиновка
Магдали́новка (каз. Магдалиновка) — село у складі Атбасарського району Акмолинської області Казахстану. Входить до складу Ярославського сільського округу.
Населення — 197 осіб (2021; 240 у 2009, 299 у 1999, 302 у 1989).
Національний склад станом на 1989 рік:
- німці — 35 %.